# Esporte Clube Juventude
Esporte Clube Juventude je brazilský fotbalový klub z Caxias do Sul, který působí v Campeonato Brasileiro Série A. Klub byl založen v roce 1913 a svoje domácí utkání hraje na Estádio Alfredo Jaconi s kapacitou 30 519 diváků.